# Szilágy megye községeinek listája

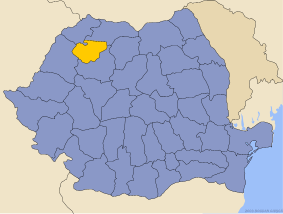
Szilágy megye elhelyezkedése Romániában

Ez a lista  Szilágy megye községeit sorolja fel a magyar elnevezés ábécésorrendjében.
| Magyar név       | Román név           | Terület (km²) | Lakosság 2011-ben (fő) | Községközpont    | Beosztott falvak |
| ---------------- | ------------------- | ------------- | ---------------------- | ---------------- | --- |
| Almásbalázsháza  | Bălan               | 94,70         | 3722                   | Almásbalázsháza  | Almásgalgó, Galponya, Kendermező, Kettősmező                                                                                              |
| Almásszentmihály | Sânmihaiu Almașului | 64,82         | 1617                   | Almásszentmihály | Almásszentmária, Bercse |
| Alsóbán          | Bănișor             | 32,10         | 2022                   | Alsóbán          | Felsőbán, Pecsely |
| Alsóegregy       | Românași            | 66,36         | 2894                   | Alsóegregy       | Alsónyárló, Csömörlő, Egregypósa, Romlott , Vaskapu                                                                                       |
| Alsófüld         | Fildu de Jos        | 62,88         | 1441                   | Alsófüld         | Felsőfüld, Ketesd, Középfüld |
| Alsóvalkó        | Valcău de Jos       | 63,23         | 2851                   | Alsóvalkó        | Felsővalkó, Füzespaptelek, Rátonbükk, Újvágás , Valkóváralja                                                                              |
| Aranymező        | Băbeni              | 53,89         | 1742                   | Aranymező        | Csokmány, Csűrfalva, Kismező, Pirosd |
| Benedekfalva     | Benesat             | 28,75         | 1536                   | Benedekfalva     | Bősháza, Szamosszéplak |
| Blenkemező       | Poiana Blenchii     | 53,20         | 1221                   | Blenkemező       | Csicsógombás, Falkosány, Kishegy |
| Cigányi          | Crișeni             | 32,77         | 2641                   | Cigányi          | Szilágyfőkeresztúr, Szilágygörcsön |
| Csákigorbó       | Gârbou              | 98,61         | 2044                   | Csákigorbó       | Bezdédtelek, Csernek, Cukorgyártelep, Gorbósalamon, Kiskalocsa, Paptelke                                                                  |
| Csizér           | Cizer               | 71,23         | 2196                   | Csizér           | Palicka, Perje |
| Debren           | Dobrin              | 40,00         | 1660                   | Debren           | Nagydoba, Nagymon, Nagymonújfalu, Szilágyszentkirály, Vérvölgy                                                                            |
| Drág             | Dragu               | 88,66         | 1427                   | Drág             | Adalin, Kabalapatak, Ugróc, Vajdaháza |
| Felsőgregy       | Agrij               | 33,00         | 1370                   | Felsőegregy      | Pusztarajtolc |
| Felsőszék        | Sâg                 | 87,09         | 3276                   | Felsőszék        | Ballaháza, Kőfrinkfalva, Krasznafüzes, Krasznatótfalu, Tuszatelke                                                                         |
| Galgó            | Gâlgău              | 75,31         | 2456                   | Galgó            | Csicsókápolna, Döbörcsény, Közfalu, Nagyborszó, Oláhfodorháza, Szamossósmező, Vlegyászatanya                                              |
| Gyümölcsénes     | Plopiș              | 80,38         | 2405                   | Gyümölcsénes     | Krasznajáz, Magyarpatak |
| Halmosd          | Halmășd             | 35,00         | 2393                   | Halmosd          | Detrehem, Elyüs, Szilágycseres, Tufertelep                                                                                                |
| Haraklány        | Hereclean           | 71,63         | 3575                   | Haraklány        | Bádon, Diósad, Magyarbaksa, Magyargoroszló, Szilágypanit                                                                                  |
| Hidalmás         | Hida                | 101,70        | 2787                   | Hidalmás         | Almásrákos, Bányika, Füzes, Füzesszentpéter, Komlósújfalu, , Milvány, Tyikló                                                              |
| Ipp              | Ip                  | 60,13         | 3648                   | Ipp              | Alsókaznacs, Felsőkaznacs, Szilágyzovány, Zoványfürdő                                                                                     |
| Kárásztelek      | Carastelec          | 39,07 c       | 1089                   | Kárásztelek      | Szilágydomoszló |
| Karika           | Creaca              | 74,16         | 2803                   | Karika           | Beréd, Csiglen, Egregyborzova, Farkasmező, Prodánfalva, Somróújfalu, Szállásszőlőhegy, Zsákfalva                                          |
| Kémer            | Camăr               | 39,64         | 1741                   | Kémer            | Erdőaljarakottyás |
| Középlak         | Cuzăplac            | 109,14        | 1864                   | Középlak         | Almásköblös, Almástamási, Lapupatak, Nagypetri, Nyerce, Tóttelke, Vásártelke                                                              |
| Kraszna          | Crasna              | 71,12         | 6485                   | Kraszna          | Krasznahosszúaszó, Máron, Ráton |
| Krasznahídvég    | Măeriște            | 75,00         | 3081                   | Krasznahídvég    | Doh, Kerestelek, Maladé, Somlyógyőrtelek, Somlyóújlak                                                                                     |
| Krasznahorvát    | Horoatu Crasnei     | 84,39         | 2485                   | Krasznahorvát    | Bagolyfalu, Bogdánháza, Sereden |
| Kusaly           | Coșeiu              | 34,32         | 1198                   | Kusaly           | Szilágyerked, Szilágykirva |
| Létka            | Letca               | 60,50         | 1846                   | Létka            | Dióspatak, Gyulaszeg, Kecskés, Kocsoládfalva, Kővársolymos, Lemény, Pórkerec, Szamoshéviz                                                 |
| Magyarkecel      | Meseșenii de Jos    | 62,00         | 3117                   | Magyarkecel      | Egrespatak, Gurzófalva, Oláhkecel |
| Magyarzsombor    | Zimbor              | 74,80         | 1081                   | Magyarzsombor    | Almásdál, Kendermál, Topaszentkirály, Zutor                                                                                               |
| Márkaszék        | Marca               | 48,37         | 2542                   | Márkaszék        | Bulyovszkytelep, Lecsmér, Porc, Somály |
| Nagyderzsida     | Bobota              | 63,48         | 3766                   | Nagyderzsida     | Kisderzsida, Zálnok |
| Nagyilonda       | Ileanda             | n.a.          | 2256                   | Nagyilonda       | Büdöspataka, Csömény, Hosszúrév, Ilondapatak, Kisborszó, Kisdoboka, Konkolyfalva, Kornislaka, Kisilonda, Révkörtvélyes, Sasfalu, Szakadás |
| Nagykeresztes    | Cristolț            | 44,66         | 1235                   | Nagykeresztes    | Bezdédmező, Hegyköz, Szalonnavölgy |
| Nagylózna        | Lozna               | 61,13         | 1072                   | Nagylózna        | Ködmönös, Kőlózna, Lesvölgy, Lóznavölgy                                                                                                   |
| Náprád           | Năpradea            | 68,49         | 2652                   | Náprád           | Kisgoroszló, Kőd, Nagygoroszló, Szamosdebrecen                                                                                            |
| Nyirsid          | Mirșid              | 53,28         | 2159                   | Nyirsid          | Fürményes, Mojgrád, Szilágypaptelek |
| Oláhbaksa        | Bocșa               | 47,34         | 3206                   | Oláhbaksa        | Ököritó, Somlyómező, Szilágyballa |
| Oroszmező        | Rus                 | 50,97         | 1071                   | Oroszmező        | Buzamező, Kabalapatak |
| Ördögkút         | Treznea             | 37,05         | 947                    | Ördögkút         | Szentpéterfalva |
| Sarmaság         | Sărmășag            | 68,37         | 6092                   | Sarmaság         | Magurahegy, Mojád, Parttanya, Selymesilosva, Szilágylompért                                                                               |
| Semesnye         | Șimișna             | 45,23         | 1103                   | Semesnye         | Alsóhagymás |
| Szamosudvarhely  | Someș-Odorhei       | 78,24         | 2671                   | Szamosudvarhely  | Dabjon, Dabjonújfalu, Inó, Szilágysolymos                                                                                                 |
| Szilágybagos     | Boghiș              | 30,27         | 1858                   | Szilágybagos     | Szilágyborzás |
| Szilágykövesd    | Chieșd              | 43,42         | 2420                   | Szilágykövesd    | Szilágysziget, Szilágyszigettelep |
| Szilágynagyfalu  | Nușfalău            | 51,31         | 3600                   | Szilágynagyfalu  | Bürgezd |
| Szilágyperecsen  | Pericei             | 59,60         | 3768                   | Szilágyperecsen  | Kisperecsentanya, Somlyószécs, Szilágybadacsony                                                                                           |
| Szilágysámson    | Șamșud              | 293,23        | 1723                   | Szilágysámson    | Mocsolya |
| Szilágyszeg      | Sălățig             | 57,91         | 2913                   | Szilágyszeg      | Désháza, Menyő, Nagyszeg, Nyírfalva |
| Szurduk          | Surduc              | 71,42         | 3461                   | Szurduk          | Kiskeresztes, Kőszénbányatelep, Szalonnapatak, Tihó, Tótszállás, Turbóca                                                                  |
| Váralmás         | Almașu              | 58,75         | 2237                   | Váralmás         | Almásnyíres, Bábony, Cold , Farnas, Kiskökényes, Kispetri, Sztána, Zsobok                                                                 |
| Vármező          | Buciumi             | 99,36         | 2586                   | Vármező          | Csákyújfalu, Kásapatak, Nagyrajtolc, Meszesszentgyörgy, Szilágybogya                                                                      |
| Varsolc          | Vârșolț             | 24,00         | 2209                   | Varsolc          | Kisrécsepuszta, Krasznarécse |
| Zálha            | Zalha               | 51,10         | 864                    | Zálha            | Almáscsáka, Csurenypuszta, Gorbómező, Tormapataka, Valea Ciurenilor, Virtyeskatelep                                                       |